# Bischöfliche Residenz (Klagenfurt)

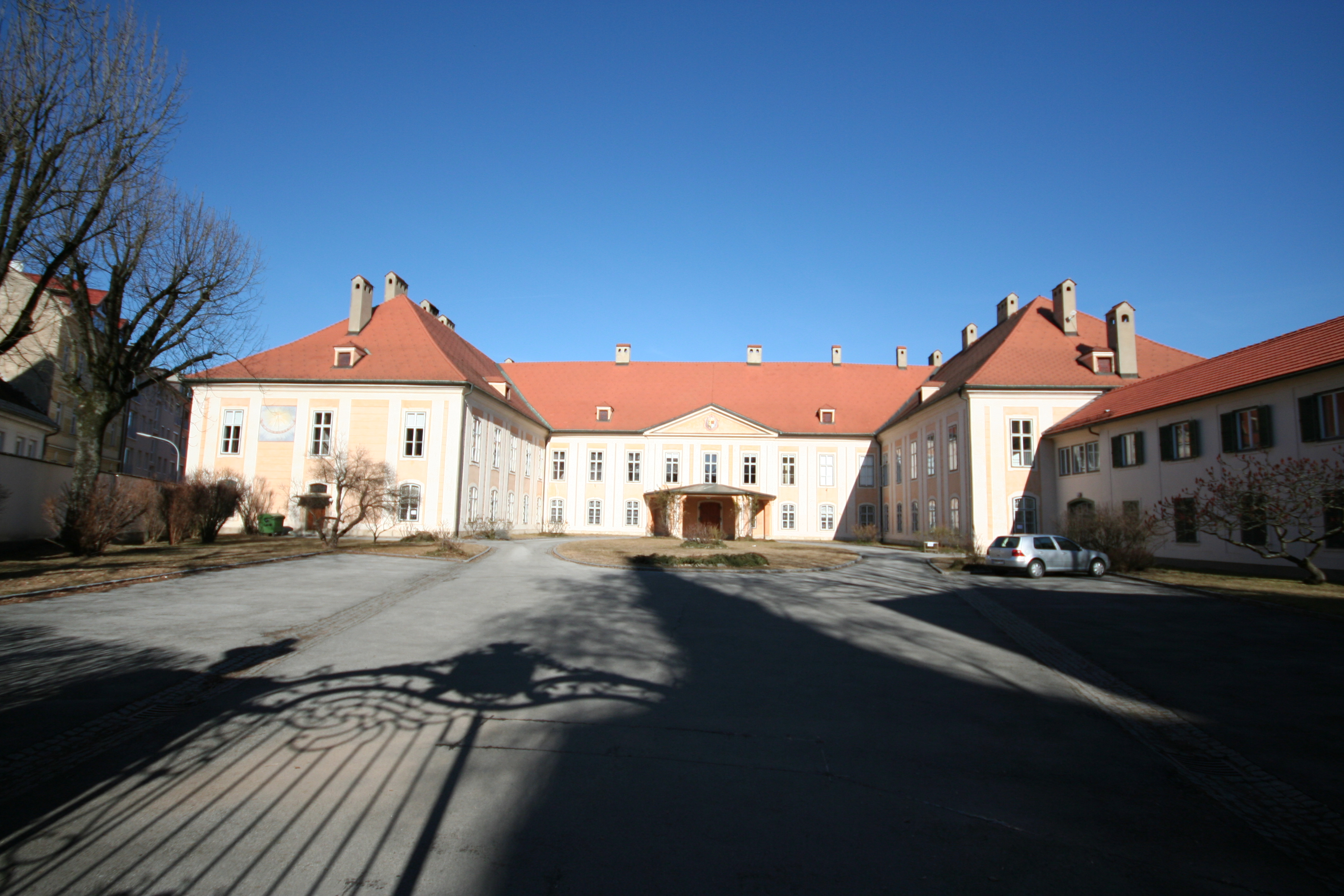

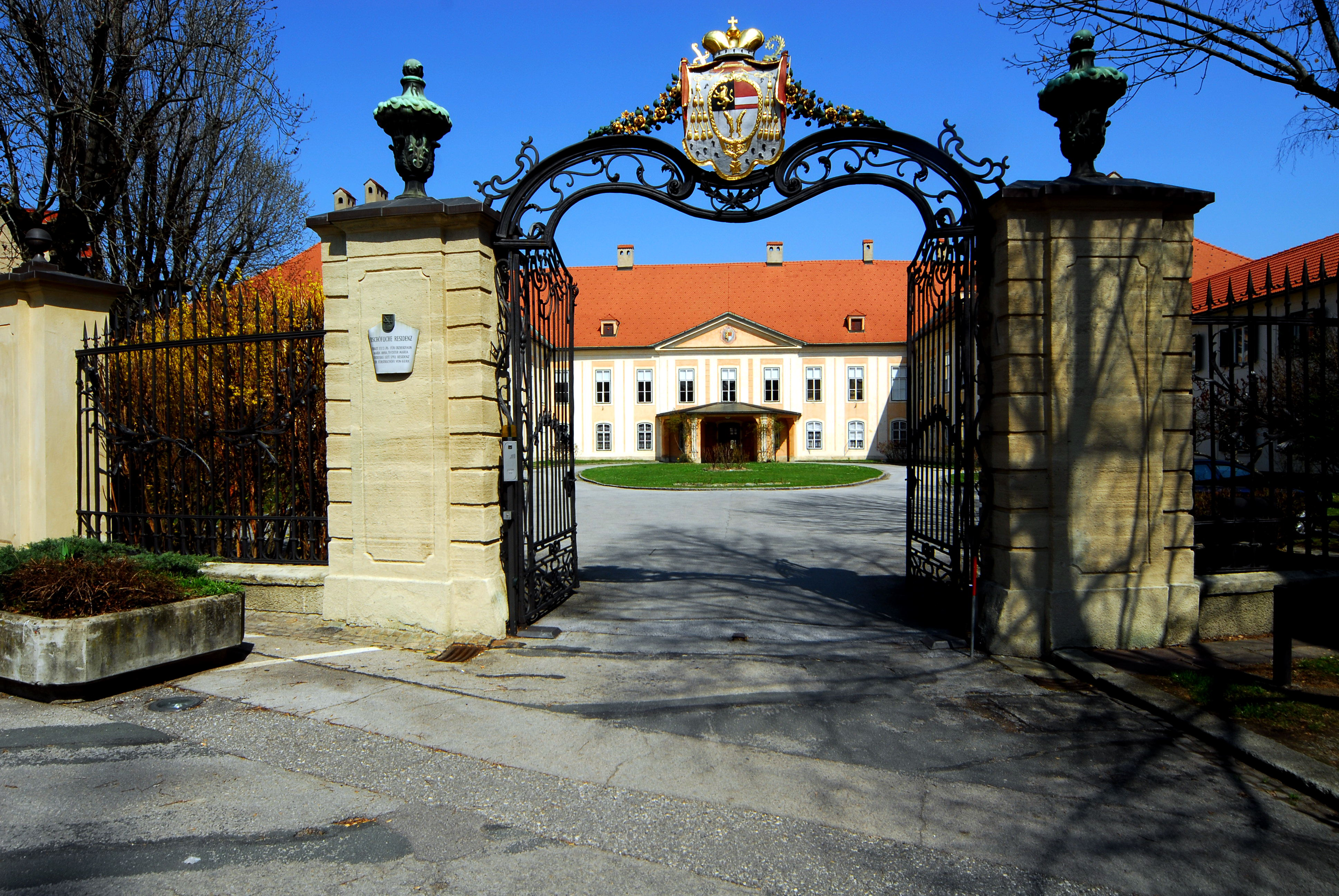

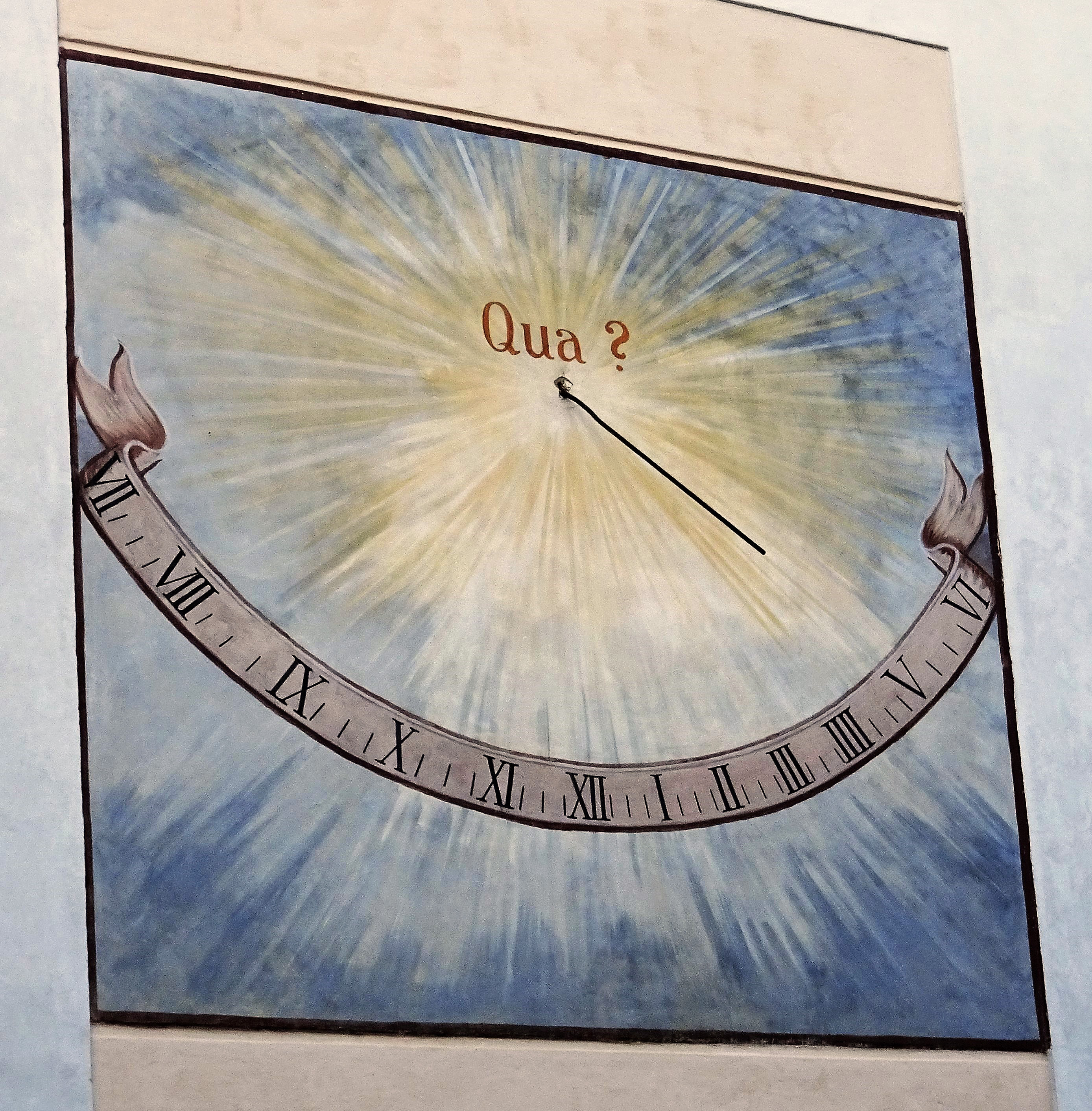
Sonnenuhr an der Südfassade des Westflügels

Die Bischöfliche Residenz in Klagenfurt, historisch Marianum (nicht mit dem Knabenseminar Marianum zu verwechseln), ist ein Barockgebäude in Klagenfurt. Ursprünglich als Residenz der Erzherzogin Maria Anna errichtet, wurde es nach ihrem Tod vom Gurker Bistum bezogen.

## Geschichte
Das Gebäude wurde 1769 bis 1776 nach Plänen des Wiener Hofarchitekten Nikolaus von Pacassi als Residenz der Erzherzogin Maria Anna, einer Tochter der Kaiserin Maria Theresia erbaut und um 1780 vermutlich von dem Wiener Barockarchitekten Franz Anton Hillebrand überarbeitet. Maria Anna bewohnte das Palais von 1781 bis zu ihrem Tod 1789. Danach wurde die Einrichtung verwertet und die Anlage wurden zur Bischofsresidenz der Gurker Bischöfe. Die ehemaligen Wohnräume der Erzherzogin im Obergeschoß dienen heute als Repräsentationsräume.

## Beschreibung
Das Palais ist ein zweigeschoßiger Bau um einen hufeisenförmigen Ehrenhof. Die Fassade wird durch paarweise Lisenen gegliedert. Die neunachsige Hauptfront besitzt einen flachen, giebelbekrönten Mittelrisalit. Über dem geschmiedeten Tor zum Ehrenhof aus dem Rokoko ist das Wappen des Kardinal Salm angebracht. Im Ostflügel sind die Repräsentationsräume untergebracht. In der klassizistischen Vertäfelung eines Eckzimmers sind 13 von Georg Weikert gemalte Ölbildnisse der Salmschen Familie eingelassen. 

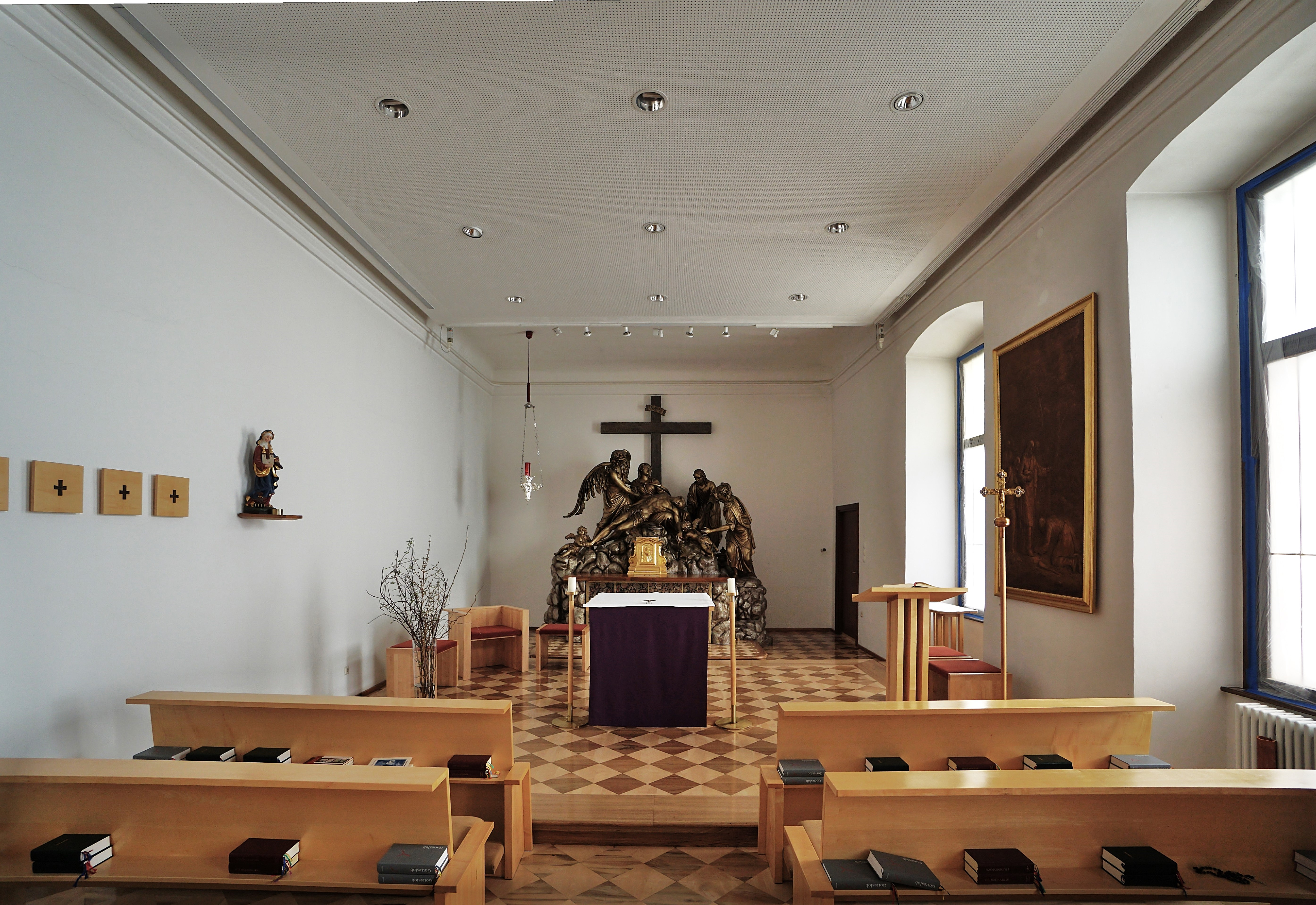
Innenansicht der Kapelle

Die Kapelle im südseitigen Mitteltrakt ist der Mater dolorosa geweiht. Der einfache Saal in Stile des Empire wurde  1958 durch einen Umbau seiner architektonischen Gliederung beraubt. Anstelle des Altars ist eine 1801 von Johann Probst geschaffene, holzgeschnitzte und Bronze gefasste Kopie der Gurker Pietà von Raphael Donner aufgestellt, zu der die Statuen des Jüngers Johannes und der Maria Magdalena gestellt wurden. An der Nordwand der Kapelle stehen die Konsolstatuetten der heiligen Hemma und Johannes des Täufers.

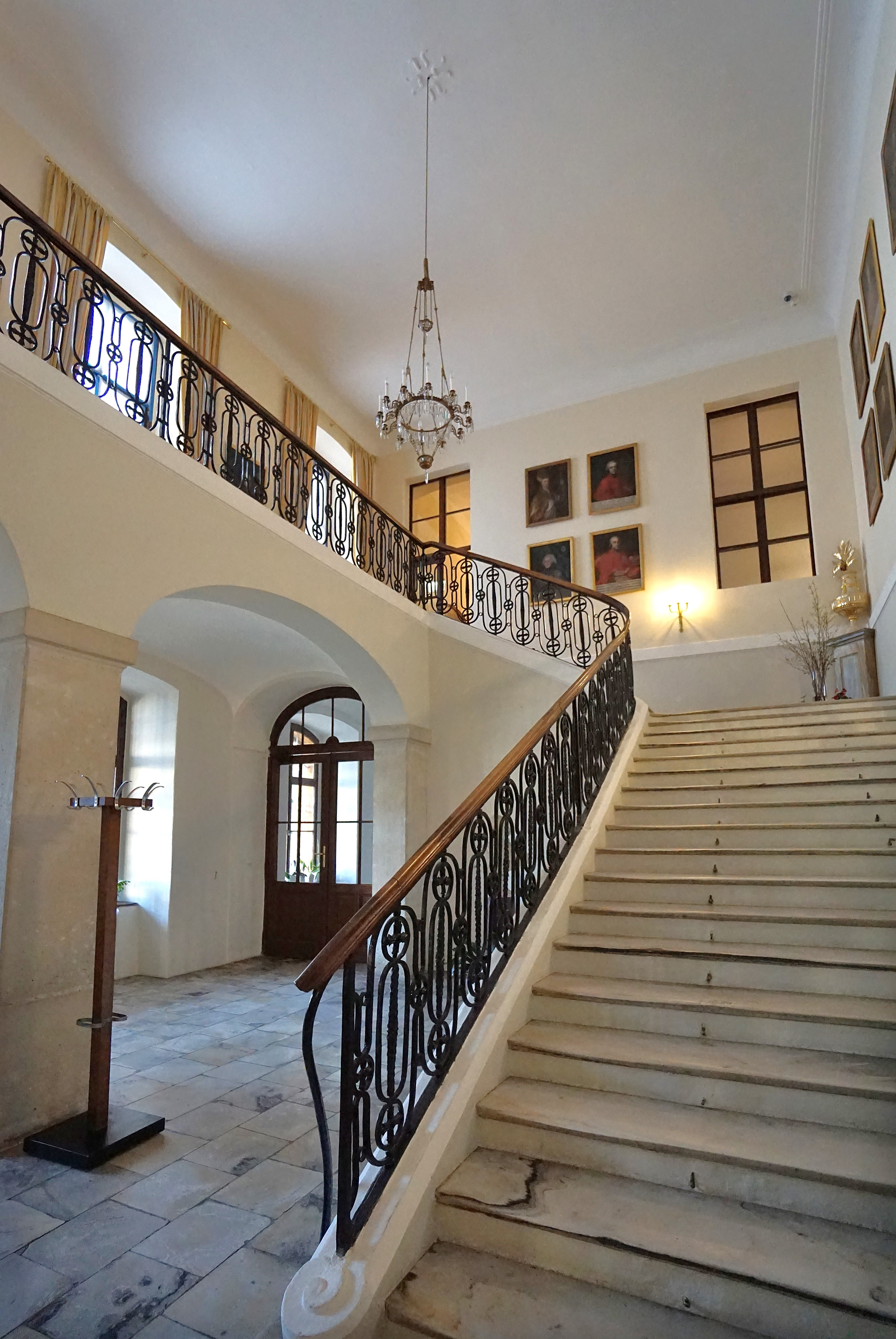
Blick ins Treppenhaus
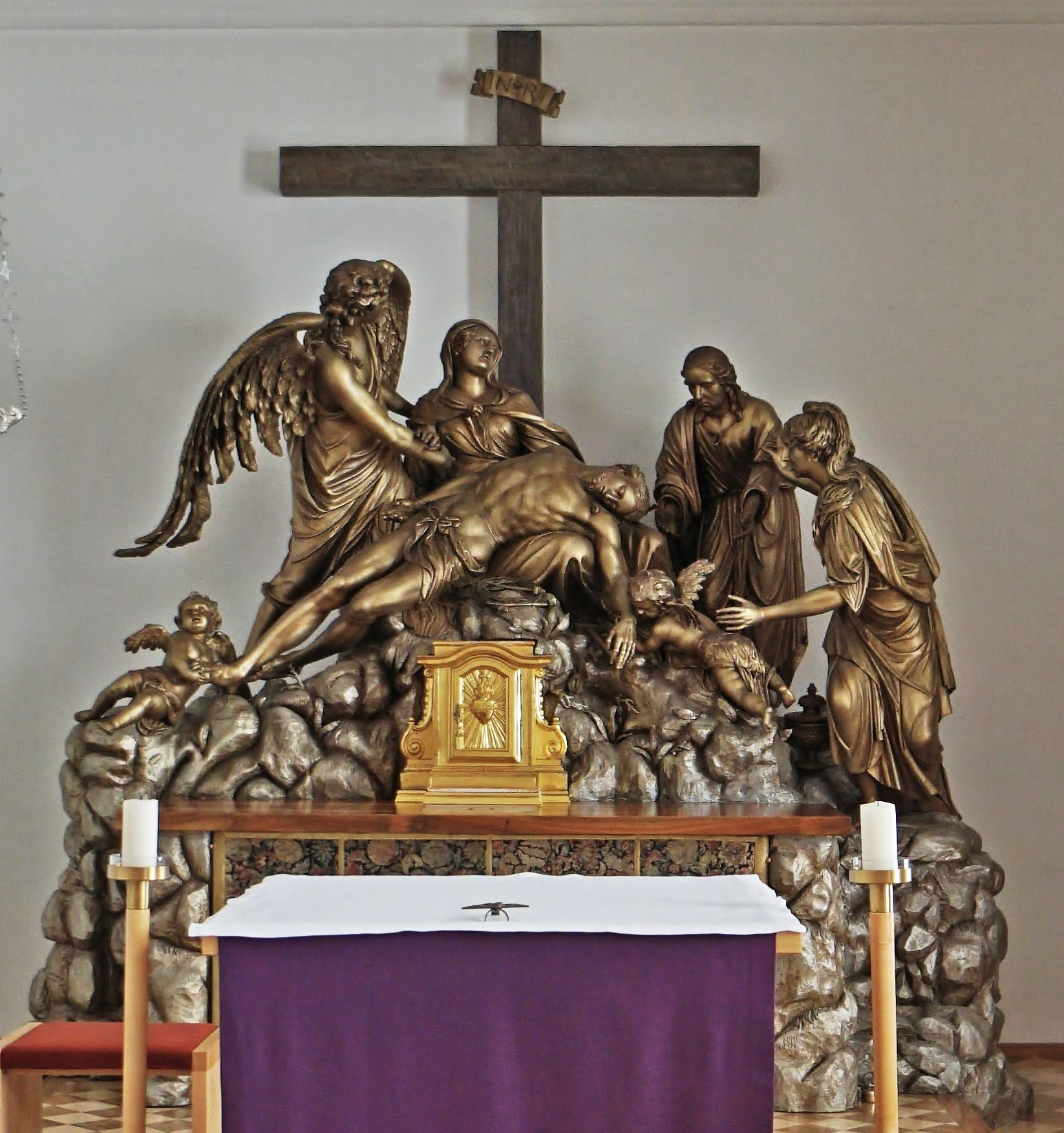
Kopie der Gurker Pietà
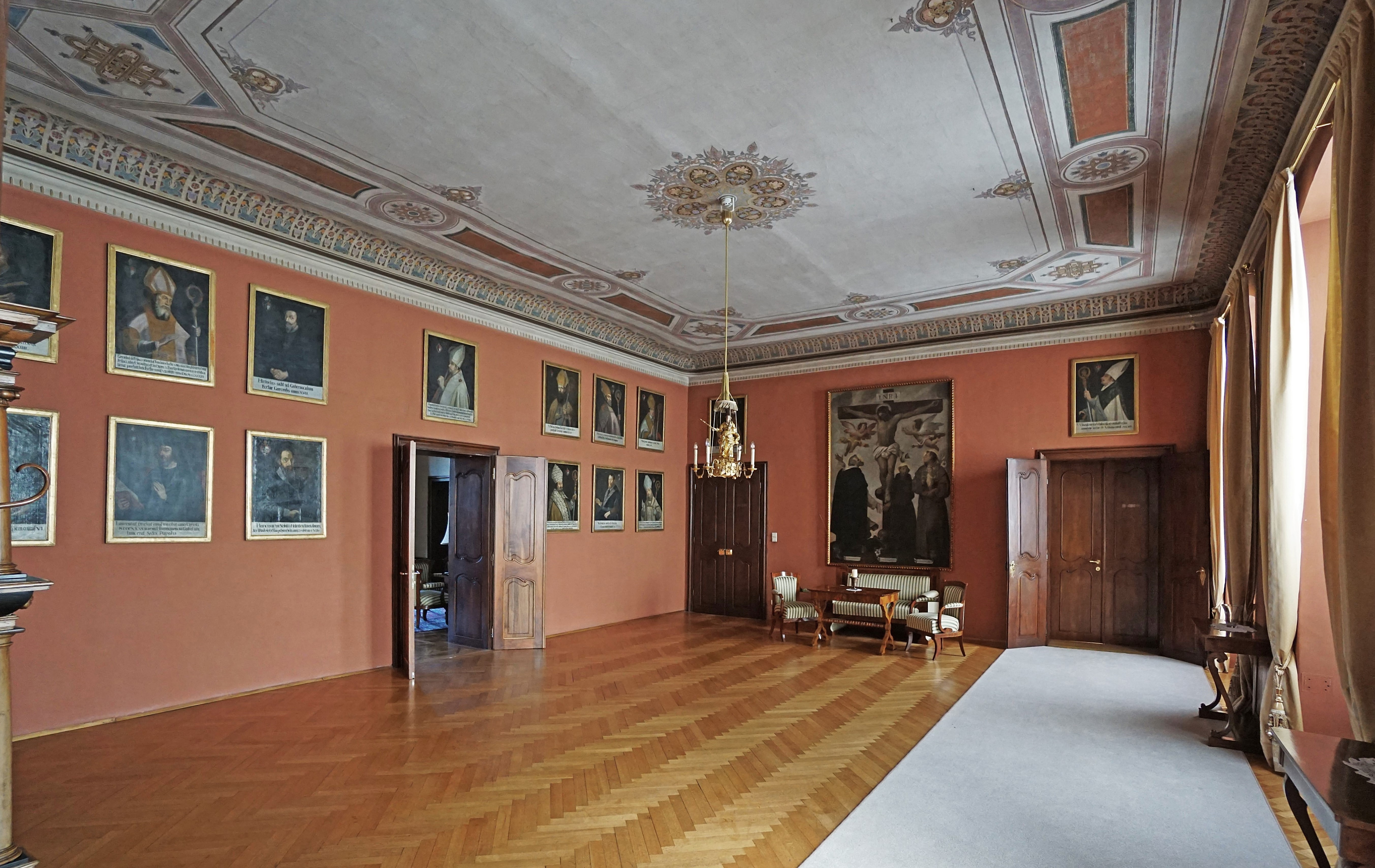
Repräsentationsraum
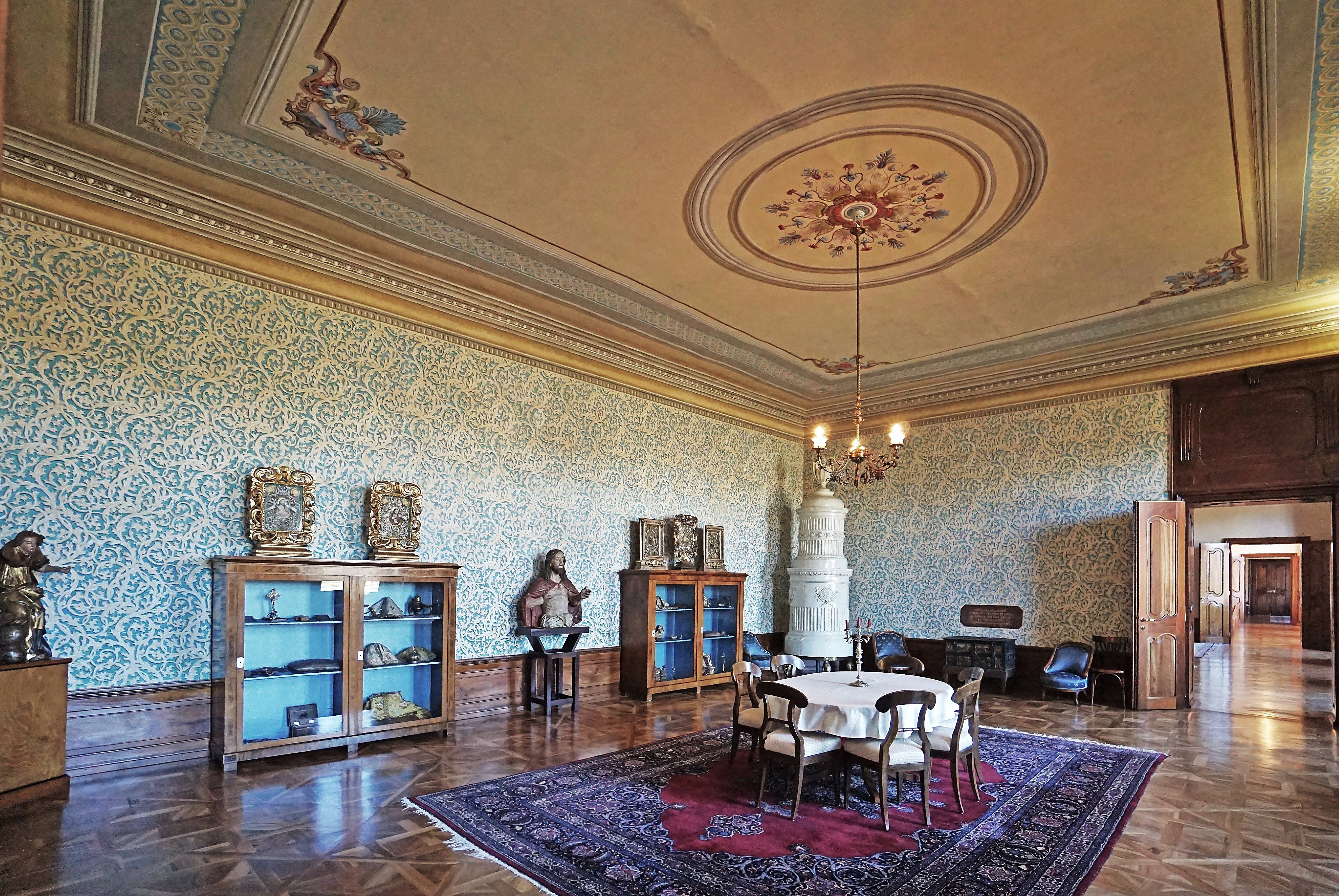
Repräsentationsraum

Den Park hinter dem Palais legte ab 1779 Georg Tille an. Ihm folgte sein Bruder Benedikt.
1780 wird erstmals das Gärtnerhaus am Einfahrtstor zum Residenzgarten erwähnt.